# Казеозний некроз
Казеозний некроз або казеозна дегенерація це унікальна форма клітинної смерті, при якій тканина зберігає сироподібний вигляд. На відміну від коагуляційного некрозу, структура тканини руйнується. Казеозний некроз оточений гранульомою. Казеозний некроз найчастіше асоціюється з туберкуломою. Мертва тканина виглядає як м'яка та біла маса мертвих клітин.
Термін «казеозний» означає «що стосується сиру» і походить від латинського слова caseus «сир».

## Гістологія

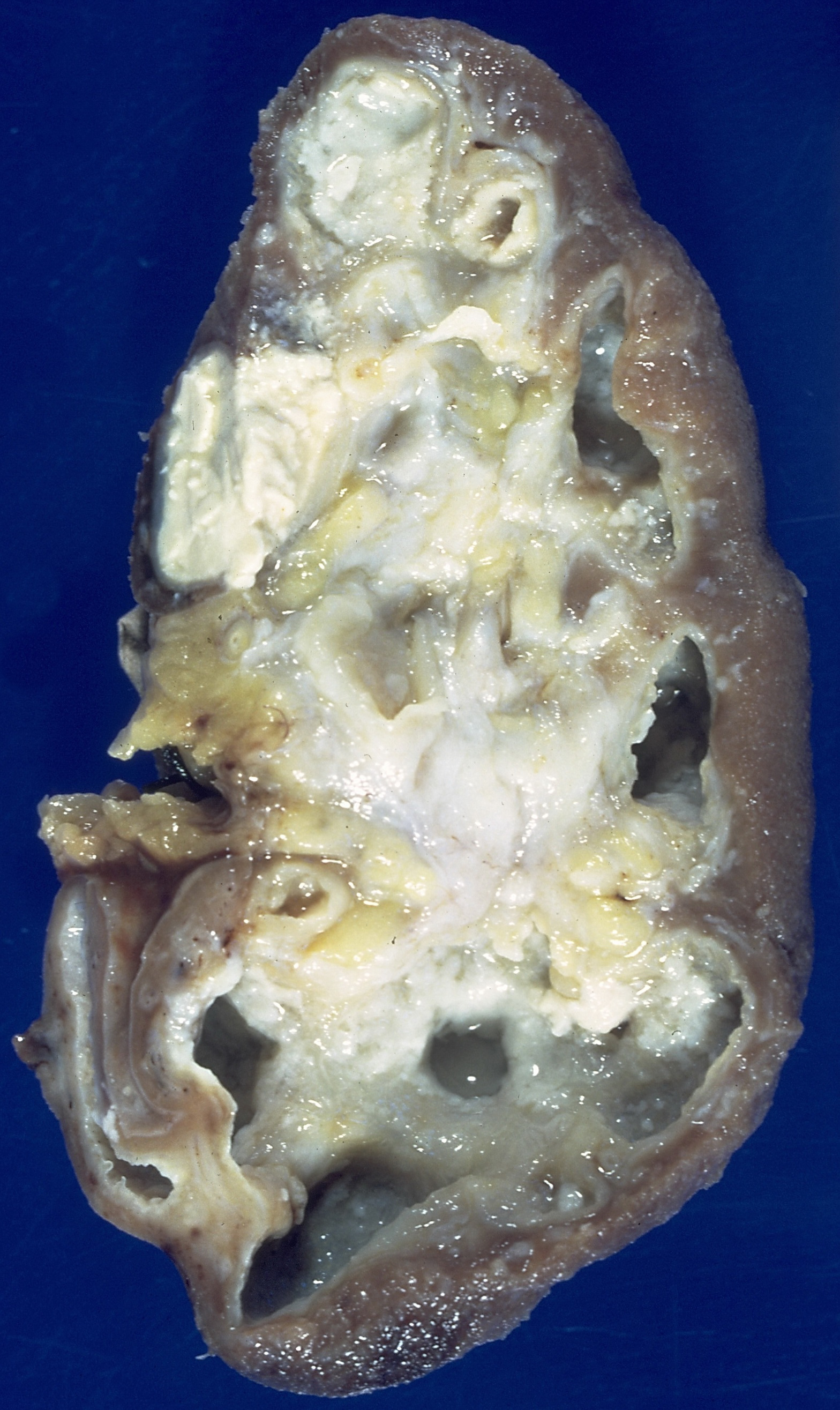
Казеозний некроз у нирках

При казеозному некрозі гістологічна архітектура не зберігається (на відміну від коагуляційного некрозу). При мікроскопічному дослідженні з фарбуванням гематоксиліном та еозином ця ділянка є безклітинною, характеризується аморфними, грубозернистими еозинофільними залишками мертвих клітин, які також містять гематоксифільні залишки вмісту клітинного ядра. Цей казеозний некротичний центр оточений гранульомою.

## Причини
Часто казеозний некроз характерно пов'язаний з туберкуломами.
Подібний вигляд може бути пов'язаний з гістоплазмозом, криптококозом та кокцидіоїдомікозом.

## Патофізіологія
Організм розпізнає інфекцію, і макрофаги починають блокувати мікроорганізми або патогени. Коли макрофаги вивільняють хімічні речовини, які перетравлюють клітини-патогени, вони починають гинути. Коли патогени відмирають, вони розпадаються, але не перетравлюються повністю, а залишки їх розпаду злипаються, утворюючи м'яку зернисту масу, що має вигляд сиру. Коли починається загибель клітин, утворюється гранульома, і загибель клітин продовжується, запальна реакція опосередковується реакцією гіперчутливості IV типу.
Деякі дані свідчать про те, що епітеліоїдна морфологія та пов'язана з нею бар'єрна функція макрофагів хазяїна, пов'язаних з гранульомами, можуть перешкоджати ефективному імунному очищенню від мікобактерій.